# Potsdam
Potsdam (phiên âm: "Pốt-xđam") là thủ phủ của tiểu bang Brandenburg (Đức) và là thành phố đông dân cư nhất của tiểu bang. Potsdam có biên giới chung với thủ đô Berlin về phía đông-bắc và thuộc về Vùng đô thị Berlin/Brandenburg.

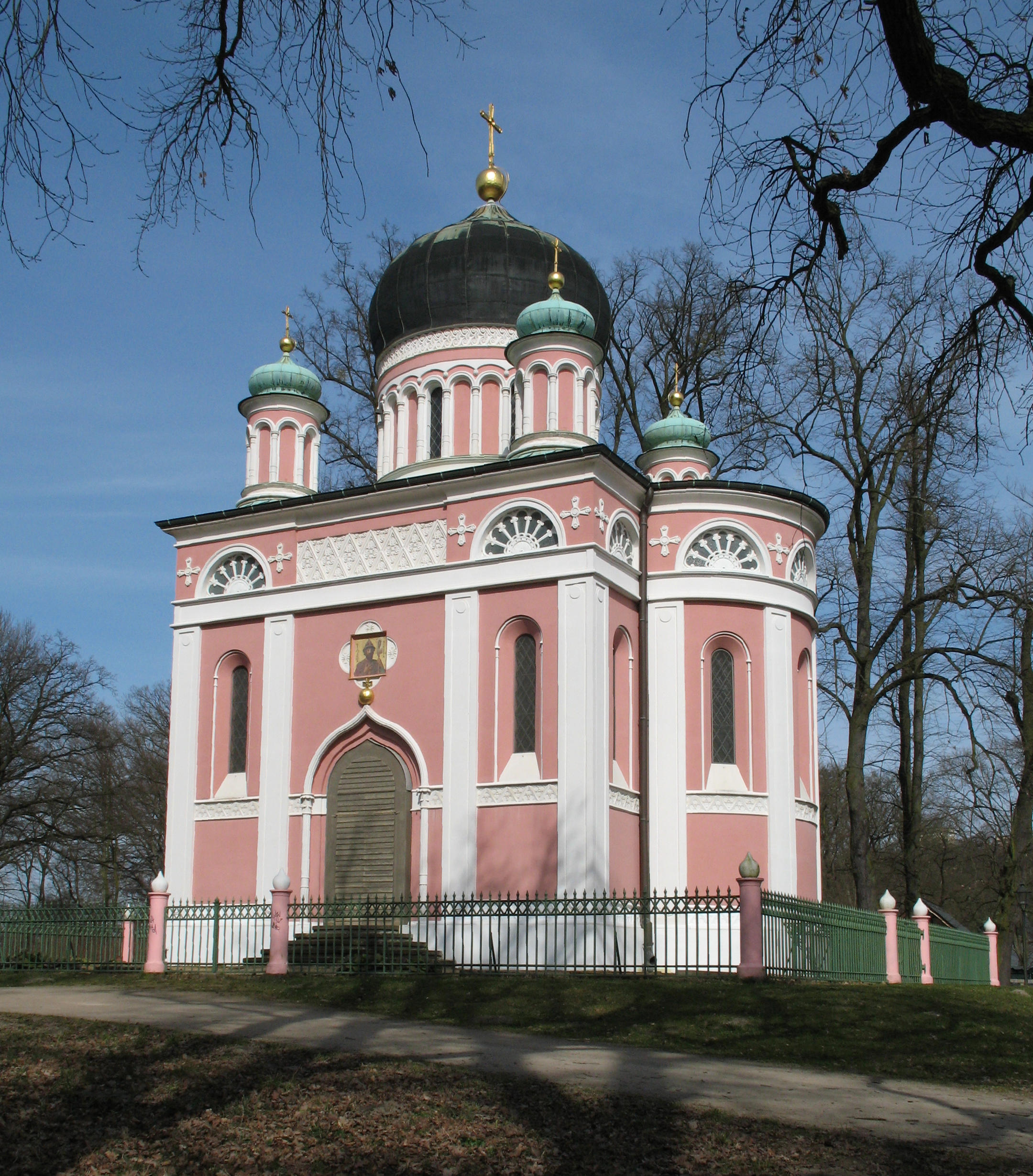
Nhà thờ

Potsdam đặc biệt nổi tiếng về di sản là thành phố ngự trị của Vương quốc Phổ với nhiều lâu đài và vườn hoa. Vua Friedrich II, tức Friedrich Đại Đế (1712 - 1786), trị vì nước Phổ từ năm 1740 cho đến năm 1786 (đồng thời là Bá tước xứ Brandenburg), đã đưa thành phố Potsdam trở thành miền cực lạc của triết học, theo miêu tả của nhà triết học Pháp nổi tiếng Voltaire - bạn thân của vị vua Phổ vĩ đại. Nhà vua chiêu dụ nhân tài nhiều nơi về thành phố Potsdam. Ông được mệnh danh là "Nhà triết học khu Sanssouci", gắn bó với chủ nghĩa nhân đạo và lòng yêu hòa bình trong những năm tháng vàng son tại cung điện Sanssouci, Potsdam. Trong cuộc Chiến tranh Bảy năm (1756 - 1763), ông vẫn nhớ đến cung điện Sanssouci. Sau năm 1763, sau thắng trận, ông dành phần lớn thời gian ngự tại các cung điện tại thành phố này, như cung điện Sanssouci, và thường dắt chó săn thỏ Ý dạo chơi. Vào năm 1763, ông cũng cho xây "Tân Hoàng cung" (Neues Palais) huy hoàng theo kiến trúc barốc, để thể hiện sự phồn thịnh của đất nước. Quang cảnh văn hóa của thành phố đã được UNESCO đưa vào trong danh sách di sản văn hóa thế giới năm 1990, là quần thể Đức lớn nhất của di sản thế giới. Vì thế mà thành phố là một điểm du lịch hấp dẫn cho du khách từ khắp nơi trên thế giới.
Từ giữa thế kỷ 19 Potsdam đã phát triển thành một trung tâm khoa học. Ngày nay có 3 trường đại nhà nước và hơn 30 viện nghiên cứu đặt trụ sở tại đây. Tròn 15% dân cư là sinh viên, tỷ lệ nhà khoa học trên đầu người là tỷ lệ cao nhất nước Đức. Potsdam Đại học nằm ở thành phố này.